# Levantamiento de los Lanzas Rojas en Shandong (1928-1929)
La Sociedad de la Lanza Roja organizó un gran levantamiento en 1928-1929 contra el gobierno de Liu Zhennian, el señor de la guerra nacionalista alineado con el gobierno nacionalista de la provincia oriental de Shandong en la República de China. Motivados por su resistencia contra los altos impuestos, el bandidaje desenfrenado y la brutalidad del ejército privado de Liu, los insurgentes campesinos capturaron grandes áreas en la península de Shandong y pudieron establecer un protoestado en el condado de Dengzhou. A pesar de esto, toda la insurgencia fue finalmente aplastada por Liu a fines de 1929.

## Antecedentes

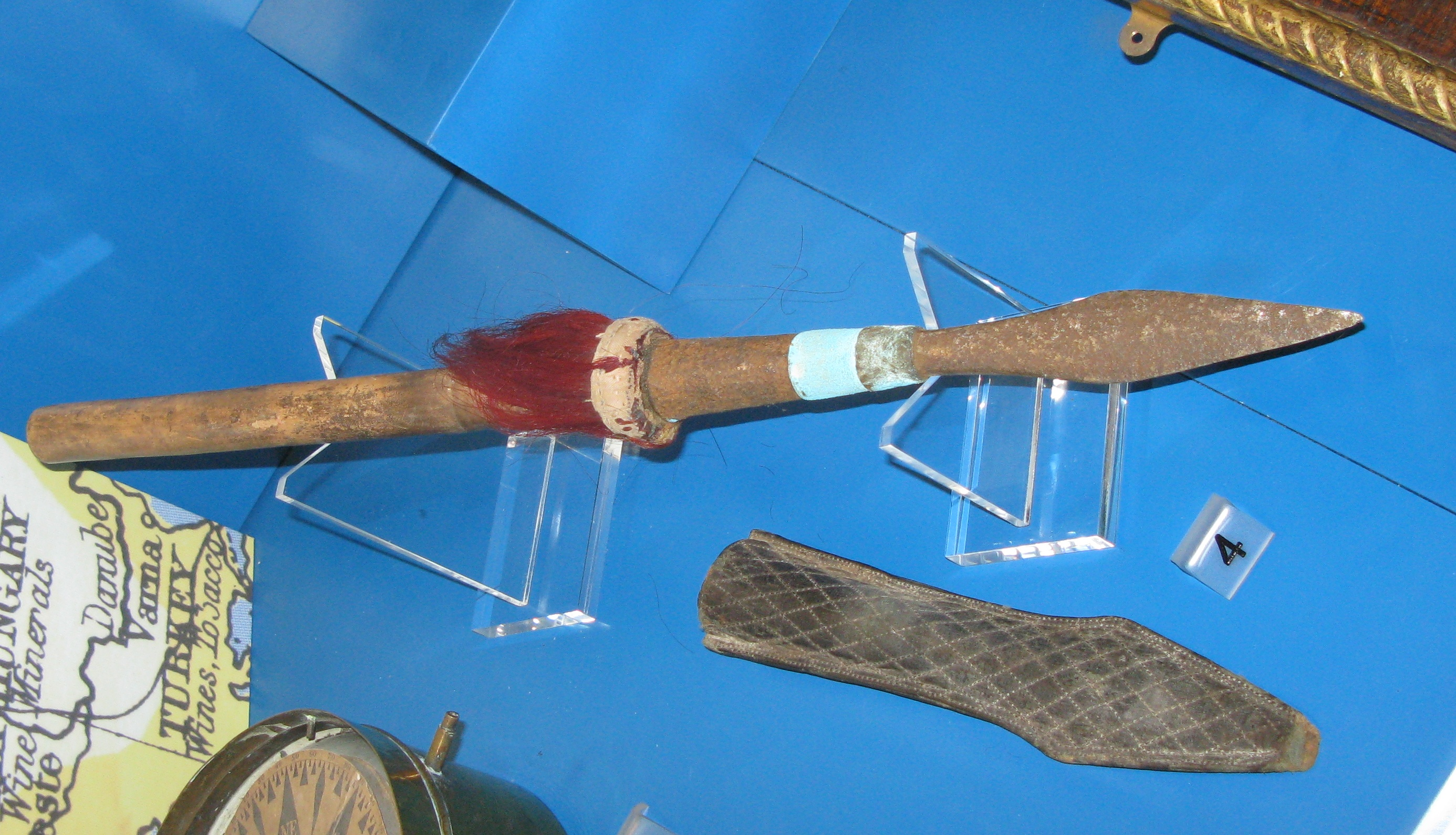
La Sociedad de la Lanza Roja recibió el nombre del arma más utilizada por sus miembros: una lanza simple con una borla roja, similar a la que se ve aquí.

La Sociedad de la Lanza Roja era un movimiento y una red de autodefensas campesinas y milicias vigilantes que surgieron en toda China en respuesta al caos de la era de los señores de la guerra en las décadas de 1910 y 1920. A medida que crecía la influencia de las Lanzas Rojas, se establecieron ramas del movimiento en varias provincias chinas, como Shandong. La mayor área de actividad de Lanzas Rojas en Shandong fueron sus condados del oeste, mientras que la península de Shandong en el este permaneció relativamente tranquila hasta finales de la década de 1920. La única zona oriental con una gran presencia de Lanzas Rojas fue el condado de Laiyang.
Esto cambió en el otoño de 1928, ya que el bandidaje en la península aumentó rápidamente, lo que llevó a aldeas adicionales a unirse a la Sociedad de la Lanza Roja para defenderse. El poder y la influencia de los Lanzas Rojas crecieron enormemente. Mientras tanto, la situación de la población civil en el este de Shandong empeoró debido a la ascensión de Liu Zhennian. Liu, un ex subordinado del señor de la guerra de Fengtian, Zhang Zongchang, desertó ante los nacionalistas durante la Expedición del Norte en 1928. A cambio, el nuevo gobierno nacionalista en Nanjing le permitió mantener la península de Shandong como su feudo personal. El gobierno de Liu estuvo marcado por la brutalidad de su ejército privado y los altos impuestos (aunque estos impuestos aún eran más bajos que los del régimen anterior de Zhang Zongchang). Además, Liu no hizo nada para frenar el generalizado y creciente bandolerismo. Todo esto motivó a campesinos adicionales a unirse a los Lanzas Rojas y al movimiento campesino para adoptar una postura más agresiva contra la opresión percibida por el gobierno.

## Levantamiento
Artículo principal: Rebelión de los caudillos militares en el noreste de Shandong
La situación comenzó a intensificarse a fines de 1928, cuando los Lanzas Rojas organizaron una resistencia fiscal militante, de modo que los funcionarios ya no se atrevieron a aventurarse en áreas controladas por el movimiento campesino como Laiyang y Zhaoyuan. La creciente revuelta de los Lanzas Rojas fue ayudada por el deterioro de la seguridad en Shandong, ya que elementos del ejército de Liu se amotinaron en Longkou y Huangxian en enero de 1929 y luego huyeron a áreas controladas por los Lanzas Rojas. Este motín fue seguido por una rebelión total de las tropas desmovilizadas del ex señor de la guerra lideradas por Zhang Zongchang que querían recuperar el control de Shandong. Esta insurgencia devastó el norte de la península de Shandong, ya que más de 50 aldeas y seis ciudades fueron destruidas por las tropas rebeldes. Tanto los seguidores de Zhang como los soldados de Liu saquearon, asesinaron y violaron a civiles, mientras que las mujeres y niñas capturadas fueron vendidas como esclavas en el mercado de Huangxian por 10-20 dólares mexicanos (el dólar de plata mexicano era la moneda principal utilizada en China en ese momento). Este caos permitió a los Lanzas Rojas aumentar aún más su poder, ya que la desesperada población rural acudió en masa a su causa para recibir al menos algo de protección contra los soldados y bandidos.

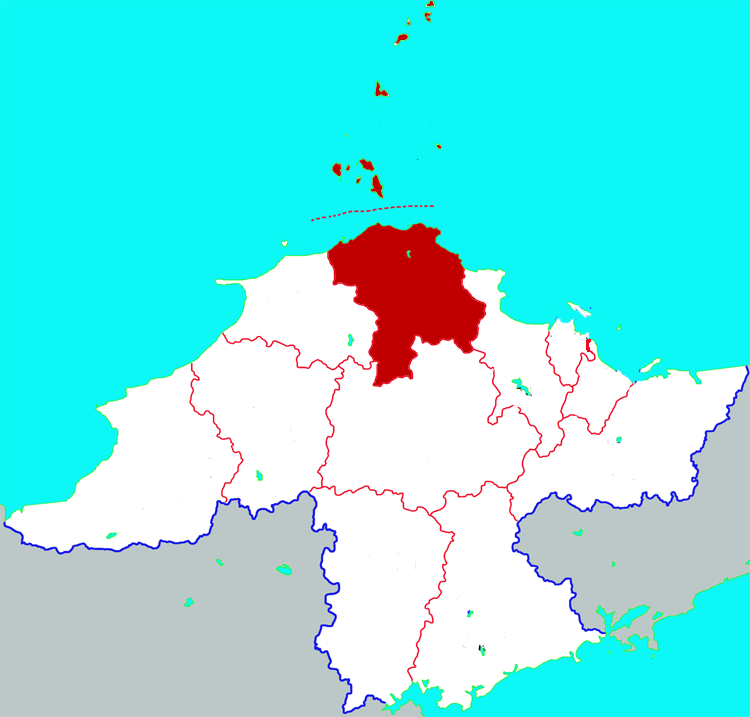
Para el verano de 1929, la Sociedad de la Lanza Roja controlaba en gran medida el condado de Dengzhou (rojo) y tenía presencia en varios otros condados de la península de Shandong.

Cuando Liu Zhennian logró aplastar la rebelión de los señores de la guerra en el verano de 1929, la Sociedad de Lanza Roja se había vuelto tan poderosa que había establecido un protoestado en el condado de Dengzhou. Allí, estableció un cuartel general, nombró un magistrado, se hizo cargo de la administración local e introdujo tierras, así como impuestos sobre la cabeza para financiarse. En varios otros condados, los rebeldes campesinos al menos impidieron la recaudación de impuestos por parte de los funcionarios del gobierno. Los Lanzas Rojas también introdujeron la membresía obligatoria hasta cierto punto, de modo que al menos un miembro de cada familia en las aldeas que controlaban los insurgentes tenía que ser un Lanza Roja. Aquellos de la población rural que trabajaban en Zhifu también se vieron obligados a pagar un impuesto especial que fue utilizado por las Lanzas Rojas para comprar armas y municiones. El acceso a las áreas insurgentes estaba estrictamente controlado, y cualquier persona que usara un uniforme gubernamental o militar recibió un disparo a la vista. En este punto, incluso aquellos que no hablaban el dialecto local y, por lo tanto, parecían extraños, ya no se atrevieron a aventurarse en el territorio de las Lanzas Rojas. Los campesinos insurgentes incluso llegaron a comportarse como una mafia, saqueando, violando, robando y secuestrando en busca de rescate. Las víctimas de estas actividades pertenecían principalmente a la clase alta más rica o eran cristianos, que en consecuencia huyeron a la ciudad de Dengzhou. Como señaló el historiador Lucien Bianco, las sociedades secretas en la China rural tenían la "tendencia crónica a degenerar en pandillas", aunque al menos algunas de las actividades criminales de los rebeldes campesinos pueden haber surgido de la necesidad militar.
El número de Lanzas Rojas en la península de Shandong había aumentado a aproximadamente 50.000-60.000 en agosto de 1929, y el movimiento campesino se había vuelto tan fuerte que Liu Zhennian ya no podía ignorarlas como lo había hecho antes. El 23 de septiembre, lanzó una campaña de cerco entre Dengzhou y Huangxian, siguiendo una política de tierra quemada para obligar a los rebeldes a someterse. Sus soldados destruyeron por completo 18 aldeas y quemaron en gran medida a más de sesenta más, matando a todos los habitantes que encontraron, incluidas mujeres y niños. Para noviembre, los Lanzas Rojas habían dejado de existir en el área.

## Consecuencias
En general, una vez que Liu decidió finalmente tomar medidas, pudo aplastar el levantamiento de manera relativamente rápida y fácil. Según Bianco, esto era típico de las rebeliones rurales de la época, que solo tenían una oportunidad de tener éxito mientras los representantes del gobierno no emprendieran acciones concentradas contra ellos. A pesar de los continuos desafíos a su gobierno, el propio Liu permaneció en el poder hasta que fue derrotado en una guerra con el gobernante del oeste de Shandong, Han Fuju, en 1932. Han era un administrador civil relativamente capaz y popular, y su reinado restableció el orden y la estabilidad en La península de Shandong.
Por otro lado, muchos de esos rebeldes campesinos que escaparon o simplemente sobrevivieron a la despiadada campaña de Liu se encontraron con el magistrado oficial de Zhaoyuan. Dio empleos a los restantes líderes y alistó a los combatientes comunes entre los exinsurgentes en una milicia local. Fue un intento de ganárselos para que no reanudaran su lucha contra las autoridades.